# Timken Company
La Timken Company es un fabricante estadounidense de rodamientos y de elementos mecánicos de transmisión de potencia. Fundada en 1899 en San Luis (Misuri), la compañía opera en la actualidad en 42 países.

## Historia de la empresa

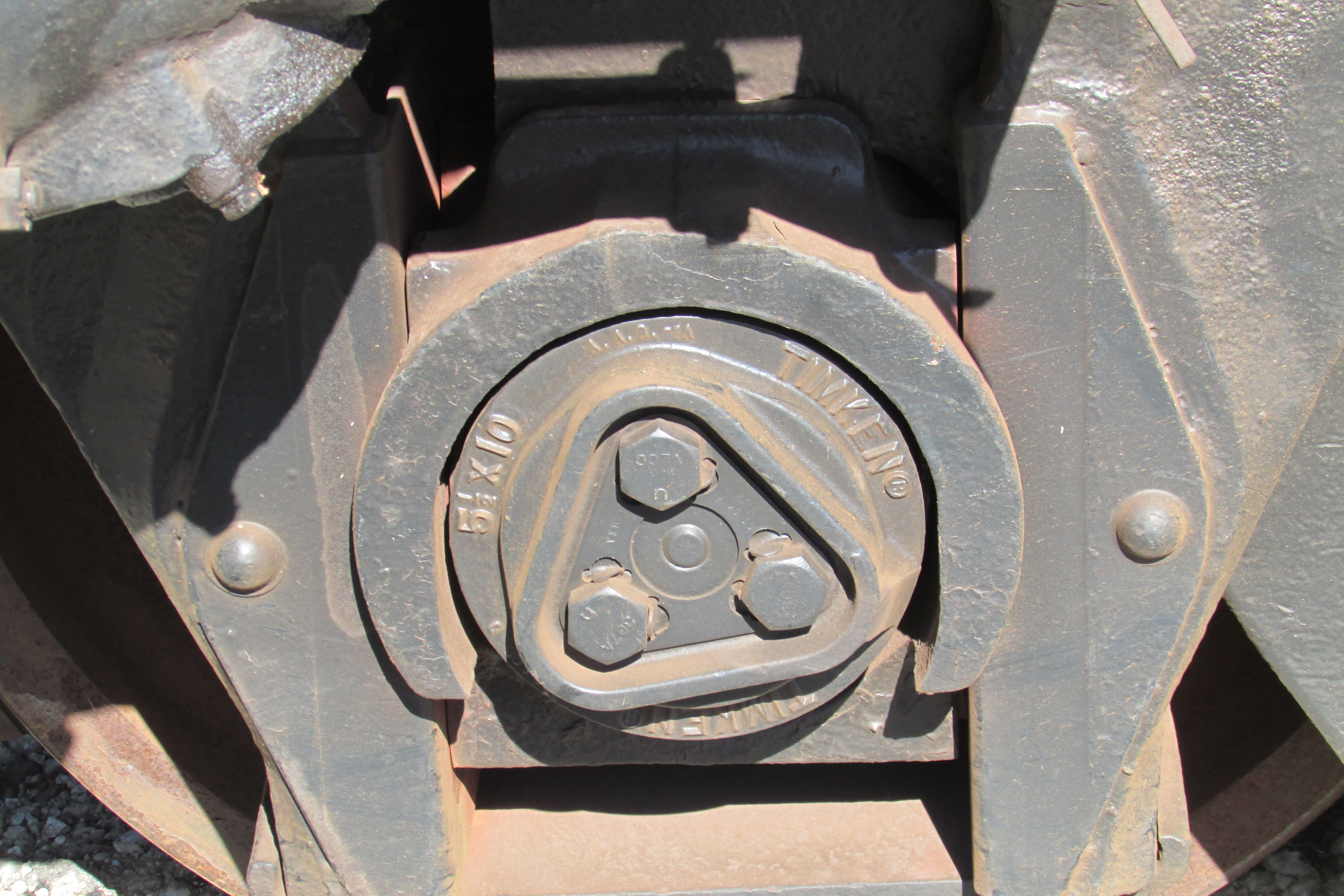
Rodamiento de un vehículo ferroviario fabricado por Timken

En 1898, Henry Timken (1839-1911), un emigrante de origen alemán, obtuvo una patente para un rodamiento de rodillos cónicos mejorado; y en 1899 fundó la empresa The Timken Roller Bearing Axle Company en San Luis (Misuri).
En 1901, la empresa se mudó a Canton (Ohio), cuando la industria de automóvil comenzó a superar a la industria de carruajes. Timken y sus dos hijos eligieron esta ubicación debido a su proximidad a los centros de fabricación de automóviles de Detroit y Cleveland, y a los centros de producción de acero de Pittsburgh y Cleveland.
En 1917, la empresa comenzó sus operaciones de fabricación de tubos y acero en Canton para asegurarse la integración vertical de su cadena de producción y mantener un mejor control sobre el acero utilizado en sus cojinetes. El estallido de la Primera Guerra Mundial generó un aumento en la demanda de acero, afectando a su oferta y precio en el mercado.
Timken se introdujo en los mercados internacionales a principios del siglo XX y se estableció inicialmente en Gran Bretaña, Francia y Alemania. El rendimiento de los rodamientos de rodillos cónicos de Timken en equipos militares durante la Primera Guerra Mundial causó impresión en Europa. Después de la guerra, Gran Bretaña se convirtió en el segundo mercado mundial de fabricación de automóviles, creando oportunidades para que Timken ampliase su presencia como fabricante en Europa.
La empresa entró en la Gran Depresión con una sólida posición financiera, y su gestión la colocó entre las empresas industriales más sólidas y mejor administradas de la década de 1930. La expansión a mercados no automotrices como la agricultura, las máquinas herramienta, la industria y el ferrocarril redujo considerablemente el impacto de la crisis sobre Timken.
Durante la Segunda Guerra Mundial, la producción de Timken aumentó drásticamente para poder satisfacer la enorme demanda generada durante la guerra. Por ejemplo, cada Jeep fabricado incluía 24 rodamientos Timken®. Con 660 000 Jeeps entregados al ejército de EE. UU., Timken debió producir más de 15,8 millones de rodamientos para esos vehículos durante el transcurso de la guerra. Después de la guerra, gran parte de la maquinaria enviada a Europa bajo el Plan Marshall estaba equipada con rodamientos de Timken, lo que ayudó a la compañía a establecer una presencia más amplia en un mercado que hasta entonces habían dominado sus competidores europeos.
Para 1960, Timken operaba en EE. UU., Canadá, Gran Bretaña, Francia, Sudáfrica, Australia y Brasil. En 1966 se creó Timken Research para sostener el liderazgo tecnológico del grupo y contribuir a estandarizar los procesos de investigación y desarrollo en toda la empresa.
Se expandió a nuevos mercados globales durante las décadas de 1970 y 1980, estableciendo un operativo de ventas en Japón en 1974 y abriendo oficinas de ventas en Italia, Corea, Singapur y Venezuela en 1988. A finales de la década de 1990, Timken también tenía presencia de ventas en España, Hong Kong Kong, China y Singapur.
En 2003, Timken adquirió a su competidor, The Torrington Company, por 840 millones de dólares, duplicando el tamaño de la empresa y creando el tercer fabricante de rodamientos más grande del mundo en ese momento.
La empresa cambió su estructura corporativa en 2014; la parte de producción de rodamientos de rodillos se separó de la parte de producción de acero, lo que resultó en dos empresas separadas. The Timken Company sigue fabricando rodamientos de rodillos, mientras que TimkenSteel produce acero.

## Resumen de la empresa
Actualmente, Timken se concentra en expandir sus rodamientos de rodillos cónicos y aumentar su oferta de rodamientos industriales y productos y servicios de transmisión de potencia mecánica. La empresa diseña, fabrica y comercializa rodamientos, transmisiones por engranajes, sistemas de lubricación automatizados, correas, cadenas, acoplamientos y productos de movimiento lineal, y ofrece una gama de servicios de reconstrucción y reparación de trenes motrices. Los conocimientos de ingeniería de Timken en metalurgia, tribología y transmisión de potencia se aplican a los rodamientos y sistemas relacionados para mejorar la fiabilidad y la eficiencia de la maquinaria en todo el mundo. Las aplicaciones van desde el Mars Rover hasta turbinas eólicas marinas.
Las marcas de Timken Company incluyen: rodamientos Timken, rodamientos Fafnir, unidades con alojamiento de rodamientos EDT, acoplamientos y juntas universales Lovejoy, correas Carlisle, transmisiones por engranajes helicoidales Cone Drive, cadena Drives, cadena Diamond, lubricación Groeneveld-BEKA, sistemas de lubricación Interlube, embragues y frenos PT Tech Industrial, componentes hidráulicos R+L Hydraulics, productos de movimiento lineal Rollon y acoplamientos de resorte Torsion Control Products. La empresa también opera Timken Power Systems, que suministra y brinda servicios a los clientes de transmisión industrial con reparación, actualización y servicio para cojinetes, cajas de engranajes y motores eléctricos.